# Schwammriff

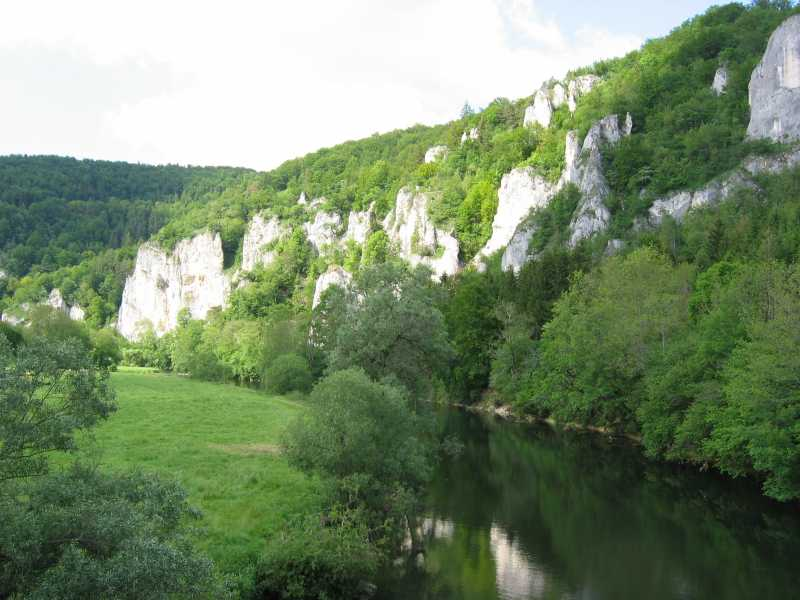
Die Felsformationen am Donaudurchbruch bei Beuron, entstanden aus Schwammriffen

Unter einem Schwammriff versteht man ein von Kieselschwämmen über sehr lange Zeiträume hinweg durch Biomineralisation aufgebautes Riff.

## Fossile Schwammriffe
- Deutschland: Ausgeprägt große fossile Schwammriffe finden sich zum Beispiel auf der Schwäbischen Alb[1] in den Massenkalken des Weißen Jura. Am Donaudurchbruch bei Beuron (Baden-Württemberg) zeigen die aufragenden und durch die Erosion herauspräparierten Jura-Felsen die fossile Schwammriffbildung besonders eindrucksvoll.
- Europa: weitere, bereits zu Stein gewordene, Schwammriffe wurden in der Schweiz, in Frankreich, Spanien, Polen und Rumänien gefunden.[1]
- China: Im Perm befand sich auf einem Gebiet, welches heute im westlichen Yunnan liegt. Der heute dort vorhandene Kalkstein, geht anteilig auf das damalige Schwammriff und die inkrustierenden Algen (u. a. Archaeolithoporella) zurück, welche epibiontisch auf dem Schwämmen lebten.[2]

## Bekannte Beispiele rezenter Schwammriffe

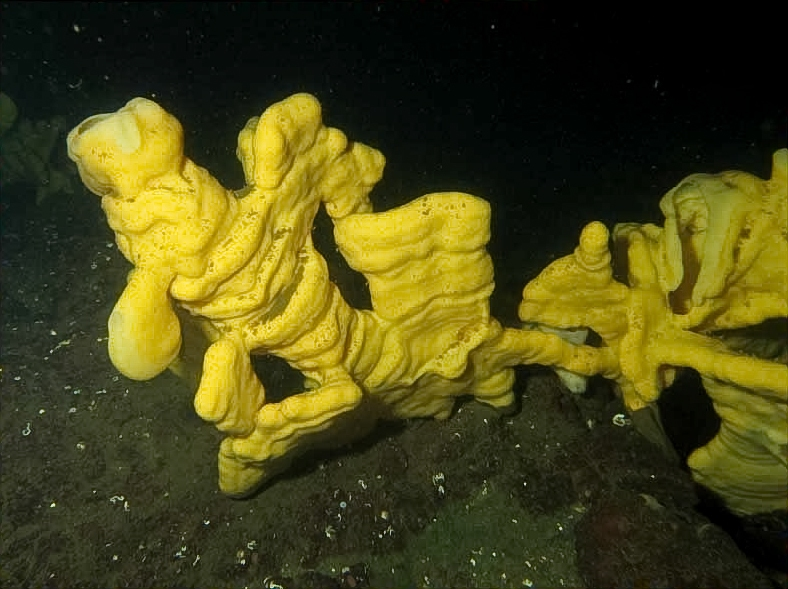
Der Glasschwamm Aphrocallistes vastus ist für seine Fähigkeit zur Biomineralisation bekannt

- Das Amazonasriff (portugiesisch Recife Amazonas) ist ein großflächiges Kalkalgen- und Schwammriff vor der Küste von Nord-Brasilien und Französisch-Guayana. Es ist eines der größten Riffsysteme der Welt mit einer Länge von 970 km und einer Fläche von etwa 9500 km².
- Forscher haben vor Nordamerika zwei Schwammriffe entdeckt, die nur aus Glasschwämmen bestehen: das größere liegt der kanadischen Pazifikküste, an der Straße von Georgia  und das kleinere in einer Tiefe von 200 Metern vor dem amerikanischen Grays Harbor.[4]